# Hochgebirge

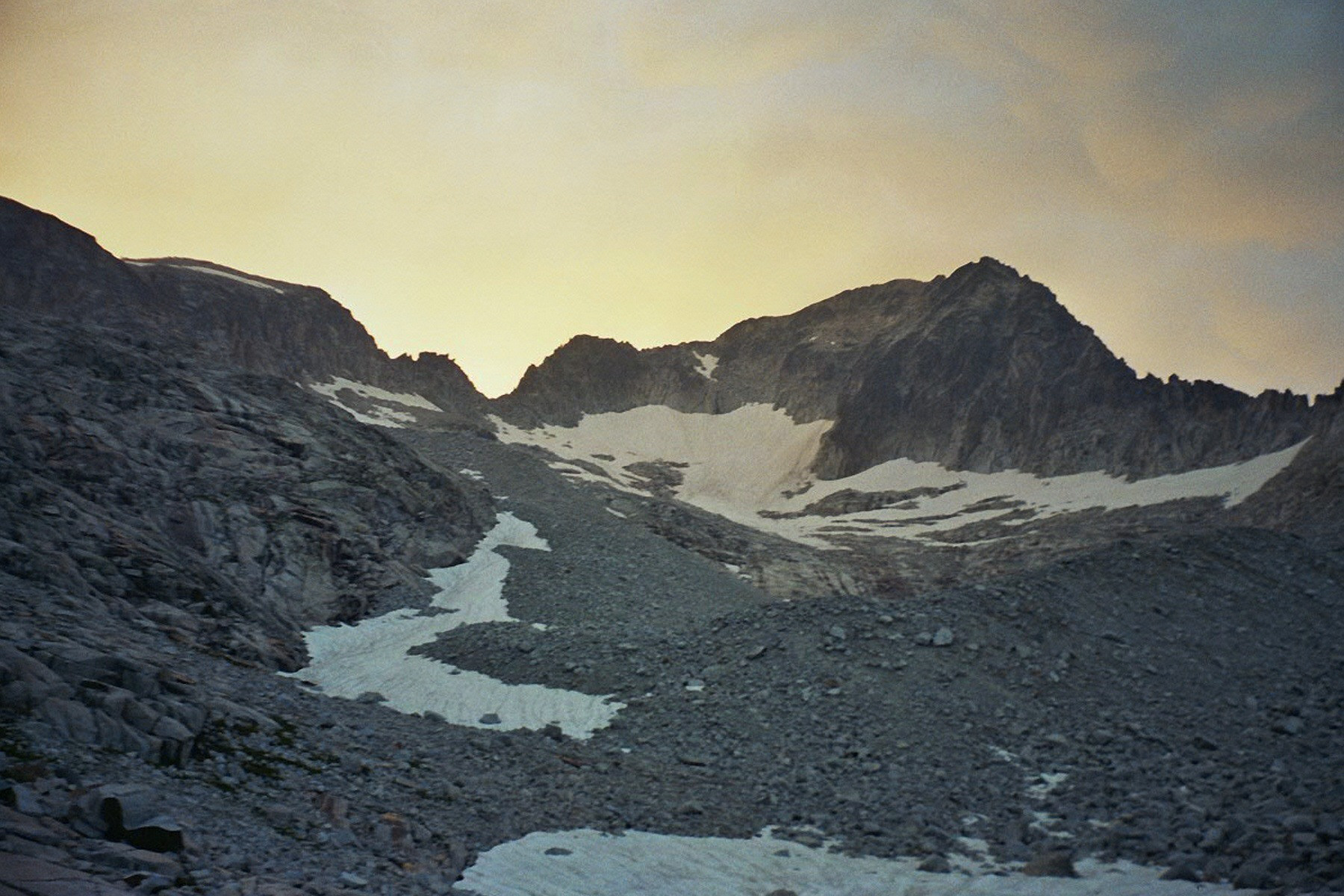
Der Aneto in den Pyrenäen

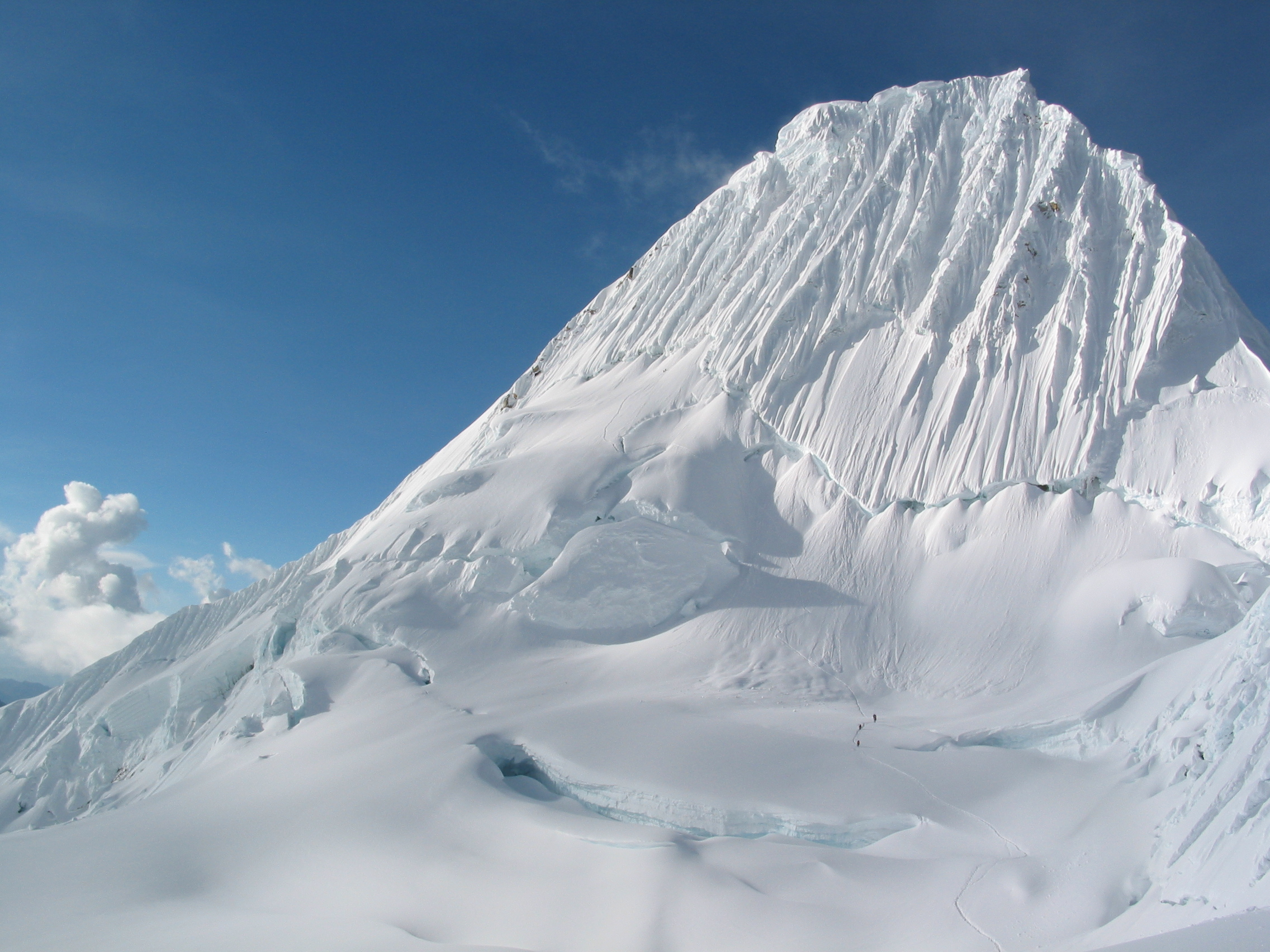
Der Alpamayo in den zentralperuanischen Anden

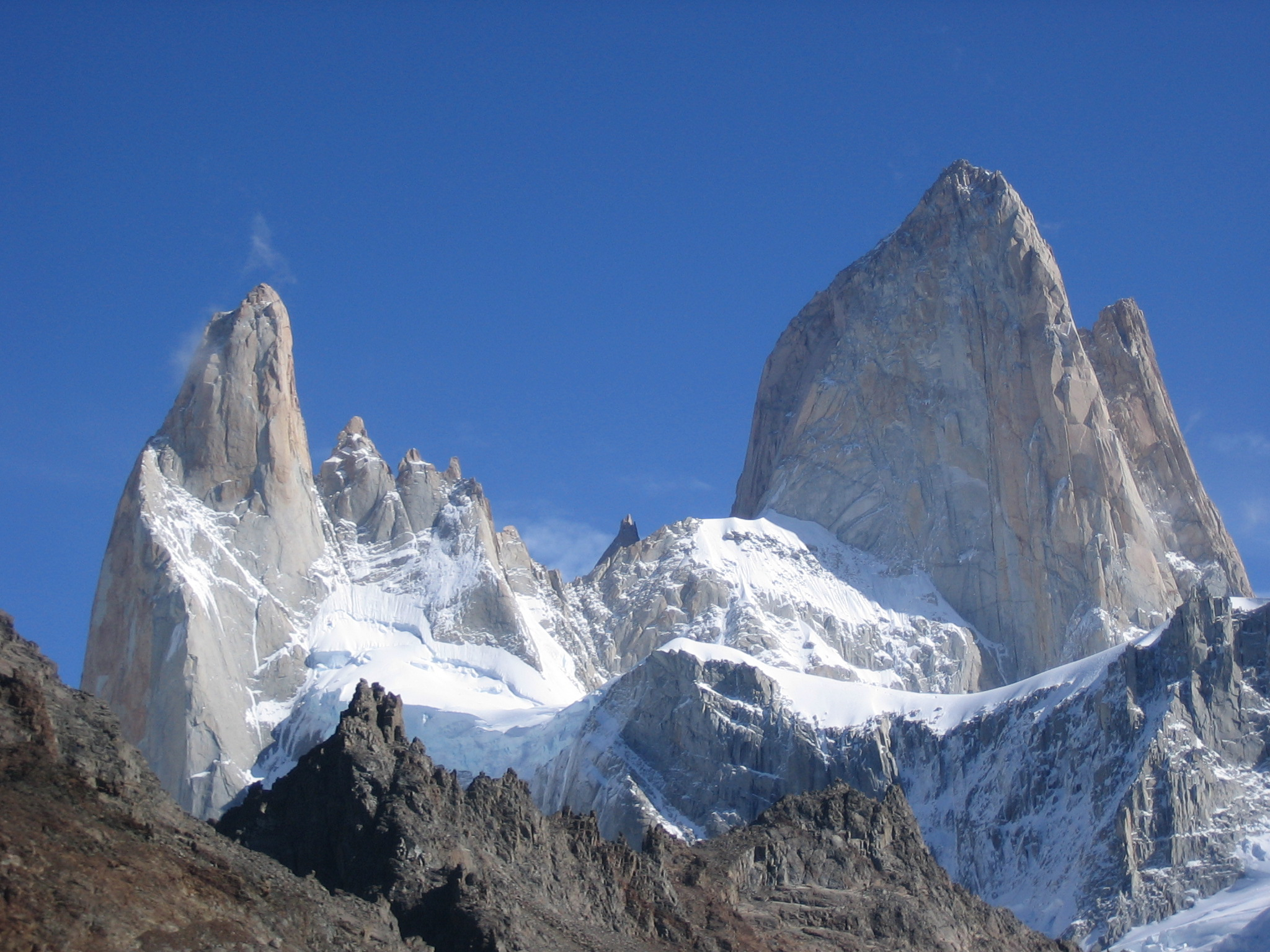
Der Fitz Roy in den patagonischen Anden

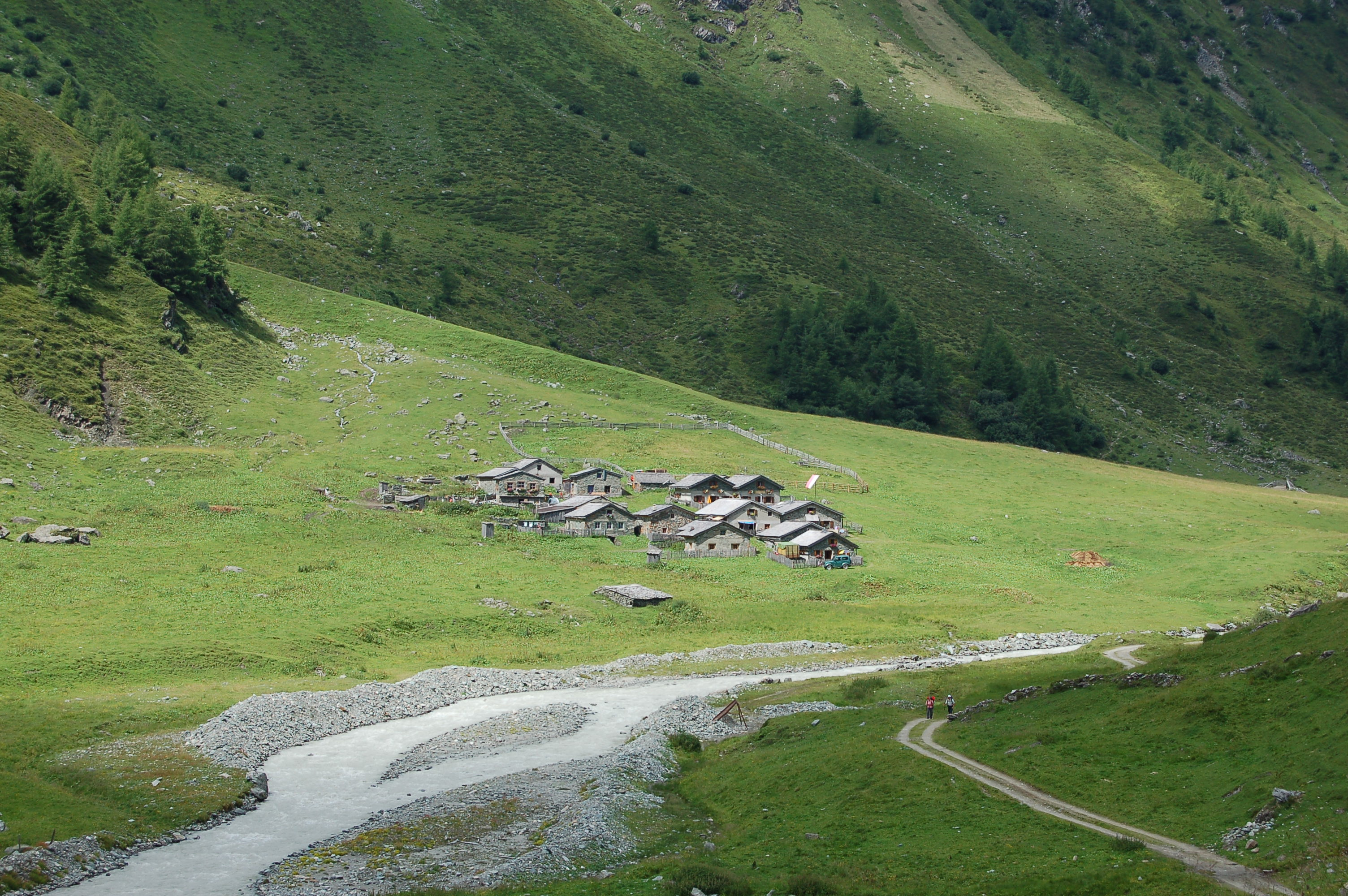
Weiler in der subalpinen Stufe

Ein Hochgebirge ist eine aus der Ebene um mindestens 1000 Meter Höhenunterschied herausragende Massenerhebung der Erdoberfläche (Gebirge) mit besonders ausgeprägten Geländeformen (Relief mit steilen Hangneigungen, landschaftsprägenden Felsregionen und schroffen Gipfeln oder Graten), deren natürliche Vegetation sich klar von der Umgebung unterscheiden lässt sowie (in der Regel) in mehrere unterscheidbare Höhenstufen gegliedert werden kann.
Eine wissenschaftlich allgemein anerkannte Definition ist aufgrund vielfältiger Abweichungen und Besonderheiten nicht vorhanden. In den Geowissenschaften wird daher heute häufig auf verschiedene Definitionsansätze verwiesen.
In ihrem Buch Gebirge der Erde schreiben Burga, Klötzli und Grabherr etwa: „Hochgebirge unterscheiden sich von Hügelländern oder Mittelgebirgen dadurch, dass mindestens ein Landschaftsgürtel durchstoßen wird (Jürgen Hövermann, 1994) […]“ und ergänzen dies nach Matthias Kuhle (1982) um das Vorkommen typischer Elementarereignisse in Hochgebirgen wie Lawinen, Steinschlag oder Erdrutsche).
Die 14 höchsten Gipfel der Erde (über 8000 m NN) liegen alle in Südasien im Himalaya und Karakorum. Auch alle über 7000 m hohen Berge (mindestens 256) liegen ausschließlich in Hochasien. Erst bei der 6000-m-Marke kommen die amerikanischen Kordilleren hinzu. 5000 m hohe Berge gibt es in Amerika über 40 sowie drei in Ostafrika und zwei im Kaukasus, der von manchen Autoren zu Europa gezählt wird. Davon abgesehen ist der Mont Blanc mit 4810 m der höchste Berg Europas. Umstritten ist die Höhe des antarktischen Mount Vinson, der möglicherweise auch noch über 5000 m erreicht. Das höchste komplett eisbedeckte Gebirge ist das Watkins-Gebirge im Osten Grönlands, das mit mehreren Gipfeln knapp unter der 3700-m-Marke bleibt. Bezogen auf die Gesteinsmasse und den  Höhenunterschied bis zum untermeerischen Fuß (10.203 m) ist der Hawaiirücken mit dem Mauna Kea das größte Gebirge der Erde.
Hochgebirge verursachen immer von der jeweiligen globalen Klimazone abweichendes Gebirgsklima und Wettergeschehen und prägen zudem das Regionalklima des Umlandes: Je höher ein Gebirgszug, je näher an einer Küste und je größer die Barriere für die vorherrschenden Hauptwinde, desto weitreichender der Einfluss. So sind etwa die kanadischen Coast Mountains die Ursache für den gemäßigten Regenwald an den pazifischen Hängen, oder der Himalaya sorgt gleichsam für höhere Temperaturen in Indien und erhebliche Trockenheit in Zentralasien.
Die vielfältigen Unterschiede beim Klima, der Wasserversorgung, der Geländeformen, den Böden und infolgedessen der Vegetation führen grundsätzlich zu einer vergleichsweise hohen Biodiversität in Hochgebirgen. Fast alle sogenannten Megadiversitätszentren der Erde mit mehr als 5.000 Gefäßpflanzen-Arten auf 10.000 km² liegen an feuchtwarmen Hochgebirgsabdachungen. In diesem Zusammenhang steht auch die große Zahl endemischer Arten, die nur jeweils in einem Gebirge vorkommen und sonst nirgends auf der Erde. Dies ist vor allem eine Folge eiszeitlicher Verlagerungen der Klimazonen, bei denen die Gebirge sowohl Rückzugsrefugien für Pflanzen- und Tierarten waren (etwa für Glazialrelikte) als auch Barrieren, die Arten und Gattungen räumlich voneinander trennten. Die Folge davon war ein erheblicher Einfluss auf die Artbildung.
Häufig weisen Gebirgsregionen auch eine große kulturelle Vielfalt auf.
Hochgebirge gehören zu den großen Landformen, die das Makrorelief der Erde bilden. Unter der Meeresoberfläche werden solche Massenerhebungen als Meeresrücken bezeichnet.

## Begriffsdefinition
In der Geschichte der Hochgebirgsforschung wurde lange nach einer allgemeingültigen Definition für Hochgebirge gesucht. Sie ergab sich aus der Notwendigkeit, in Mitteleuropa die Alpen klar von den Mittelgebirgen zu unterscheiden, und sollte darüber hinaus ebenso alle Hochgebirge von der Arktis bis in die inneren Tropen, der ozeanischen Küstengebirge bis zu den Hochgebirgen der absoluten Trockenzonen sowie Vulkanen mit Hochgebirgscharakter, einschließen. Als wirkungsmächtig hatte sich dabei zuerst die Definition Carl Trolls erwiesen, die „eine rezente oder ehemalige Vergletscherung, eine Erhebung über die klimatische Waldgrenze und das Vorhandensein einer Solifluktionsstufe mit den geomorphologischen Prozessen der Frostverwitterung voraussetzte“ (siehe Geomorphologische Höhenstufe).
Da die Definition Trolls nur den Bereich oberhalb der Waldgrenze, nicht aber den Gebirgsfuß, Polar- und Trockengebirge sowie Vulkane mit einschloss, wurden die Attribute von anderen Autoren weiter ergänzt. Auf folgende Kriterien wird heute Bezug genommen:
- die Erhebung über die obere Waldgrenze
- mehrere übereinanderliegende Vegetations-Höhenstufen (als entscheidendem ökologischen Kriterium)
- die erkennbare Wirkung jahreszeitlicher Bodengefrornis mit Frostsprengung, Strukturböden und Solifluktion
- die Ausbildung einer periglazialen geomorphologischen Höhenstufe
- eine rezente Vergletscherung oder Spuren quartärer Vergletscherung mit Karen, Trogtälern und Hängetälern
- ein Gebirgszug, der sich aus Voll- und Hohlformen zusammensetzt und Reliefenergie von mehr als 1000 m aufweist
- eine weitgehende Aufzehrung von flachen Altformen
- das Auftreten von Graten, Gipfelpyramiden und Hörnern
- ein steiles Relief (mehr als 30°) mit aktiven Hangschutthalden
- ein raues Gebirgsklima im Vergleich zum wärmeren tieferen Umland

Neben der Kennzeichnung eines Gebirgszuges als solchem bezeichnet der Begriff Hochgebirge auch nur die Hochgebirgsstufe, die die beiden an der Firngrenze geteilten Höhenstufen alpin und nival umfasst, und die oberhalb der Mittelgebirgsstufe (montan) beginnt.
In der englischen Sprache, die keinen konkret verdinglichenden Begriff für Gebirge kennt, verwenden manche Autoren eigene Begrifflichkeiten wie etwa „high mountains“ oder „high mountain systems“, die weitgehend mit den benannten Hochgebirgen der deutschen Literatur übereinstimmen.

## Hochgebirgstypen

### Geomorphologische Klassifizierung
Unter den Hochgebirgen werden zwei geomorphologische Grundtypen unterschieden: einen von glazialer Erosion gestalteten und geprägten „Alpen-Typ“ mit Hörnern, Karlingen, Trogschultern und Trogtälern und einem mit abgerundeten Formen und von Rumpfflächen dominierten „Rocky-Mountains-Typ“, in der glaziale Reliefformen zurücktreten.

### Hygrische Klassifizierung

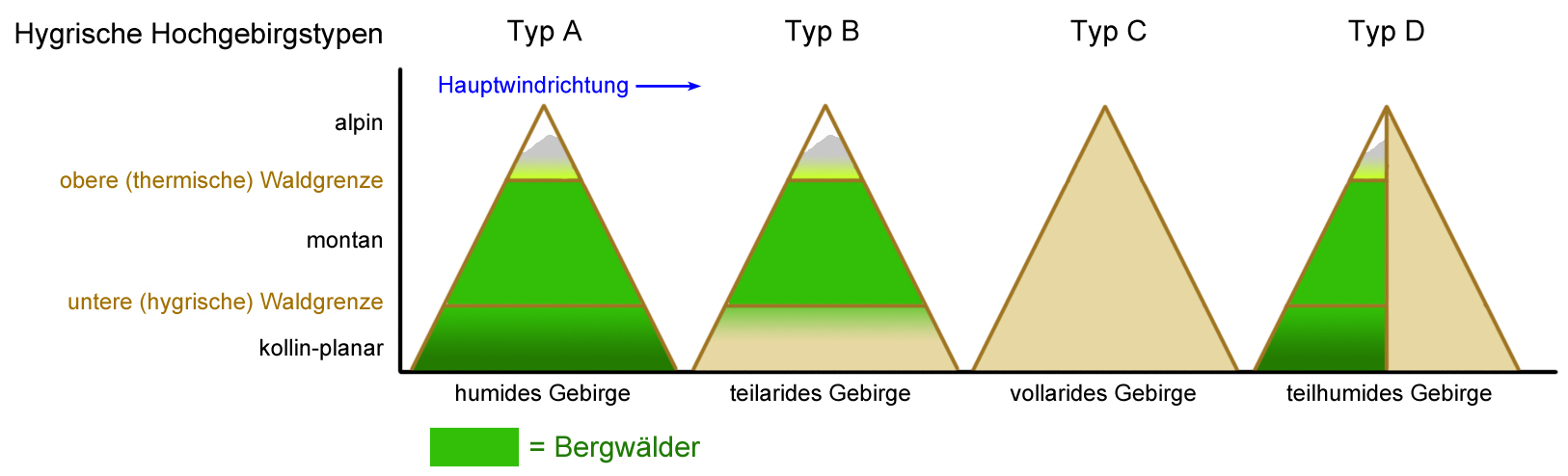

Nach Fred-Günter Schroeder lassen sich alle Hochgebirge der Erde (mit Ausnahme der Polargebiete) bezüglich der Montanstufe aufgrund der höhenwärts zunehmenden Niederschläge in vier hygrische Grundtypen einteilen:
- Typ A: Humides Klima mit Waldbedeckung von der Ebene bis zur Waldgrenze (Beispiele: Appalachen, Alpen, Zentrale Anden, Kinabalu)
- Typ B: Teilarides Klima mit waldfreier Trockenvegetation am Gebirgsfuß und Waldbedeckung der Montanstufe
- Typ C: Arides Klima ohne (flächenhafte) Waldbedeckung (Baumbewuchs höchstens fragmentarisch oder azonal an Gunststandorten)
- Typ D: Teilhumides Klima mit Wald auf den Hängen, die in der Hauptwindrichtung liegen, sofern regelmäßig feuchte Luftmassen herangeführt werden

## Mensch und Hochgebirge

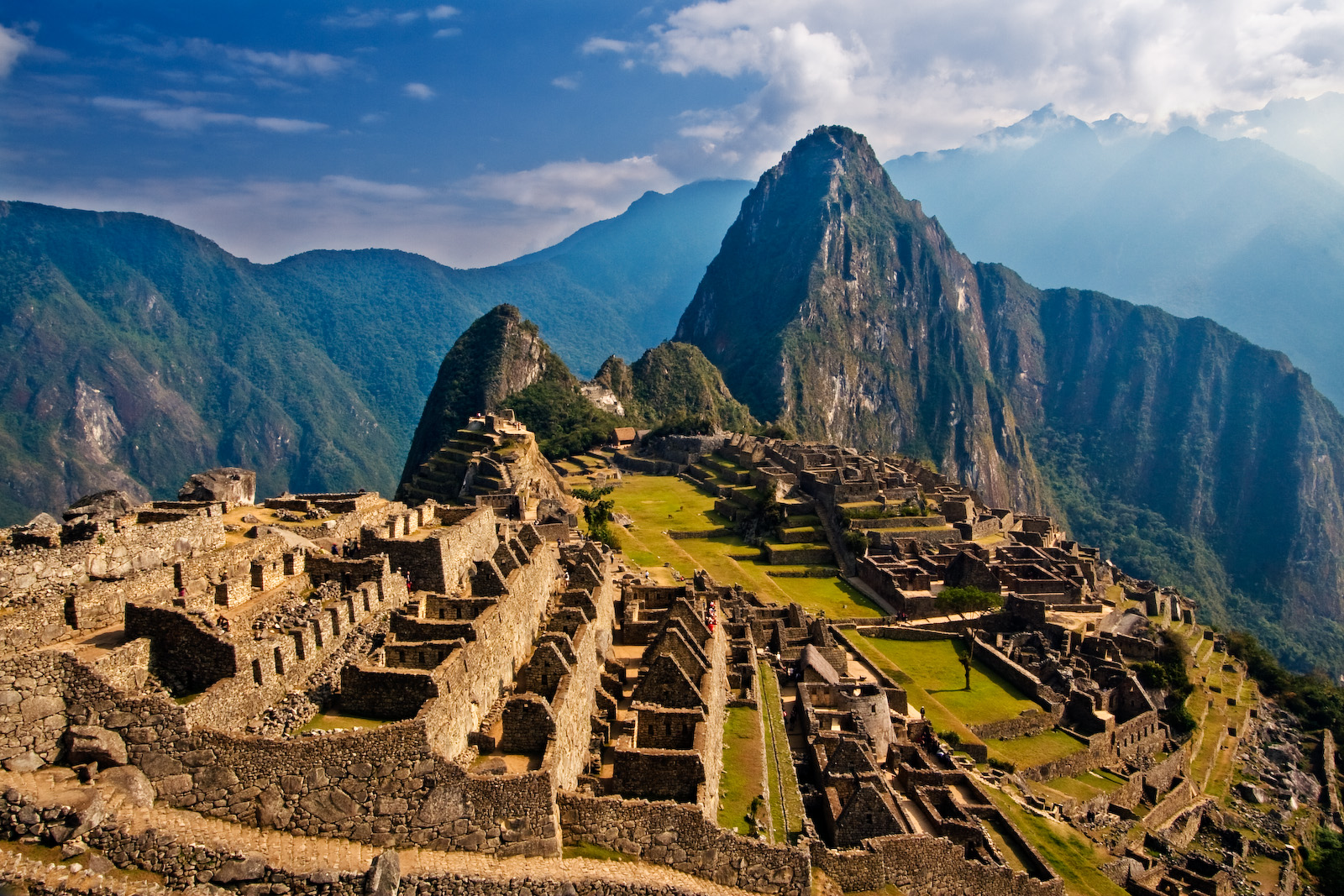
Machu Picchu in Peru: Königlich-religiösen Zufluchtsstätte der Inkas oder zeitweilige Herrscherresidenz auf 2430 m Höhe

Obwohl Hochgebirge seit jeher Barrieren bilden und in vielerlei Hinsicht schwierigere Siedlungs- und Lebensbedingungen verursachen, werden sie nachweislich seit der Steinzeit bewohnt und genutzt: Als Jagdrevier, Rückzugsort, Fundort für seltene Bodenschätze, wegen Holz und Wasserkraft und nicht zuletzt aufgrund ihrer „mystischen“ Anziehungskraft als Kraftorte oder Sitz der Götter. Beispiele für heilige Berge sind etwa der Kailash in Tibet, der Olymp im antiken Griechenland, der Berg Sinai in Ägypten, der Vulkan Bromo auf Java, der Kilimandscharo in Tansania, der Mount Shasta in Kalifornien und die Vulkane Popocatépetl in Mexiko und Chimborazo in Ecuador.
Der spektakulärste archäologische Fund in einem Hochgebirge ist sicherlich die Gletschermumie Ötzi vom Tisenjoch (Österreich), die in die späte Jungsteinzeit datiert wird und aufgrund ihrer gut erhaltenen Ausrüstung wertvolle Erkenntnisse über das damalige Leben in den Alpen lieferte. In vielen Gebirgsräumen der Erde ist eine besonders große kulturelle Vielfalt entstanden, die sich in einer Vielzahl von Ethnien, Sprachen, materiellen Kulturgütern, Bräuchen und Traditionen ausdrückt. Einige Beispiele:
- Nordwestküstenkultur an den Hängen der pazifischen Kordilleren Nordamerikas
- Inkakultur in den Anden Südamerikas
- Alpenländische Bergbauernkultur
- Aksumitisches Reich: Eines der ersten christlichen Königreiche im Hochland von Abessinien
- Tibetischer Kulturraum
- Neuguineas Papua: Größte ethnische Vielfalt auf kleinstem Gebirgsraum

Seit der Industrialisierung und der Entwicklung des modernen Lebensstiles hat auch der ökologische Fußabdruck des Menschen in den meisten Hochgebirgen erheblich zugenommen: Die Intensivierung von Wald-, Land- und Wasserwirtschaft, Bergbau und Tourismus ist vielerorts deutlich sichtbar und bedroht mit ihren Auswirkungen die Existenz seltener Lebensformen und die Funktionalität der ökologischen Zusammenhänge. Der Einfluss des Menschen auf die Natur der Gebirge nimmt mit der globalen Erwärmung ein nie gekanntes Ausmaß an, das sich akut in abschmelzenden Permafrostböden und vermehrten ExtremwetterEreignissen mit nachfolgenden Erdrutschen, Felsstürzen, Murgängen, Lawinen, Überschwemmungen und Gletscherschwund äußert. Das Hochgebirge reagiert schneller und stärker auf die globale Erwärmung als viele andere Regionen. Weniger offensichtlich, aber ebenso folgenreich ist die vertikale Verschiebung der Vegetationsstufen, die viele Arten bedroht. Die Auswirkungen des Klimawandels betreffen selbst Gebirge in Wildnisregionen, die ansonsten noch weitgehend ungestört geblieben sind. Eine direkte Auswirkung auf den Menschen – mit weitreichender Fernwirkung in die Ebenen – ist der negative Einfluss des Gletscherrückganges auf die Wasserversorgung.

## Übersicht der wichtigsten Hochgebirge

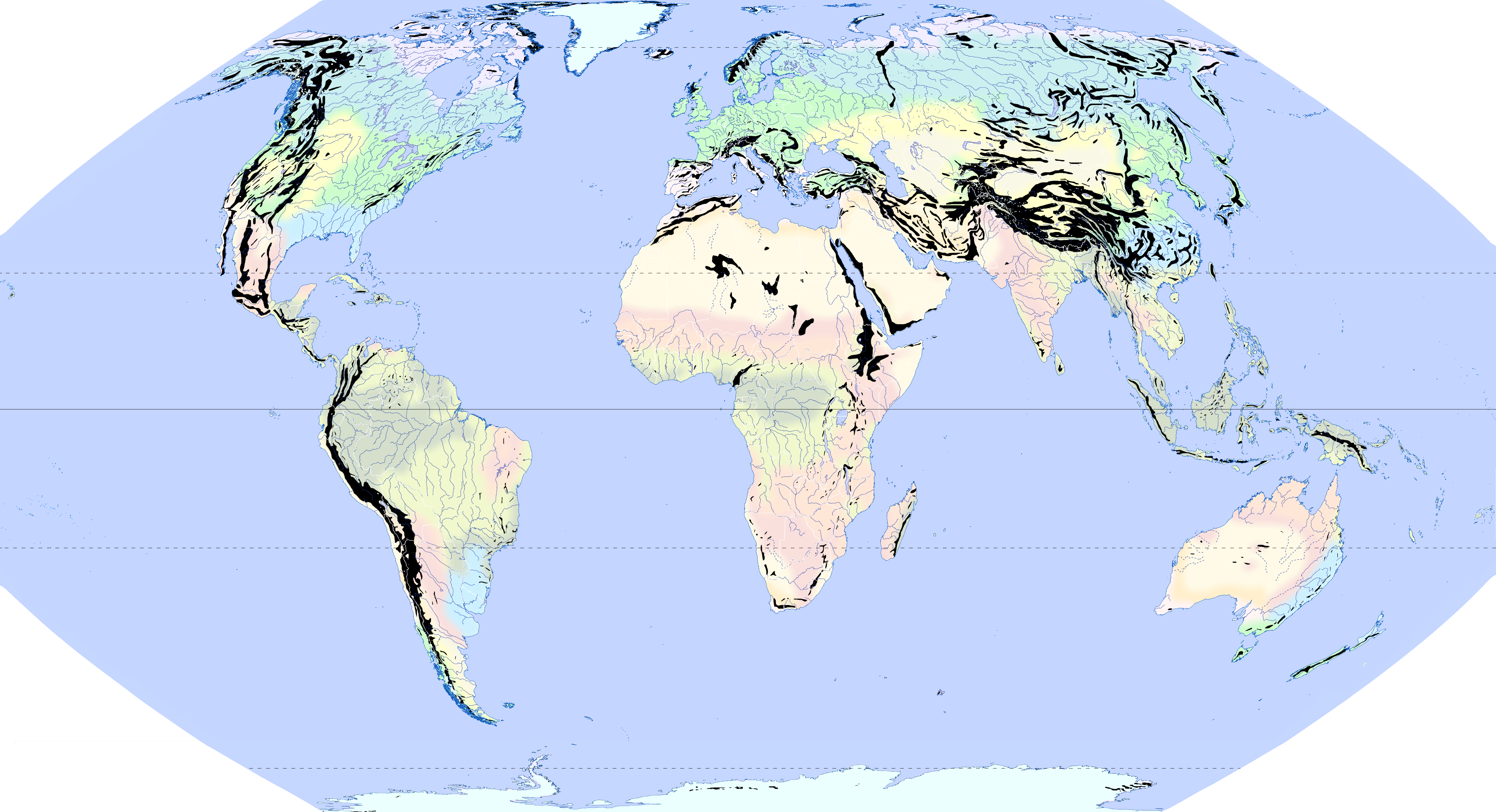
Lage der Hochgebirge (Hintergrund: Ökozonen)

### Europa
- Alpen
  - Westalpen (Mont Blanc 4810 m; Monte Rosa 4634 m)
  - Ostalpen
    - Zentrale Ostalpen (Bernina 4049 m; Großglockner 3798 m)
    - Nördliche Kalkalpen (Parseierspitze 3036 m)
    - Südalpen (Ortler 3905 m) mit Dolomiten (Marmolata 3343 m)
- Apennin (bis 2912 m)
- Balkan (bis 2376 m)
- Chibinen (1201 m)
- Dinariden (bis 2696 m)
- Karpaten
  - Tatra
    - Osttatra: Hohe Tatra (2655 m)
    - Westtatra (2248 m)

  - Südkarpaten (2550 m)
- Kantabrisches Gebirge (bis 2650 m)
- Kastilien (bis 2600 m)
- Kaukasus (bis 5600 m; Grenze zu Asien)
- Korabgebirge (bis 2764 m)
- Peloponnes (bis 2400 m)
- Pindos (bis 2600 m, Olymp 2900 m)
- Pirin (bis 2914 m)
- Prokletije (bis 2694 m)
- Pyrenäen (bis 3400 m)
- Rhodopen (bis 2191 m)
- Rila (bis 2925 m)
- Šar Planina (bis 2747 m)
- Sierra Nevada (bis 3482 m)
- Skandinavisches Gebirge („Skanden“)
  - Galdhøpiggen (2469 m, Norwegen)
  - Kebnekaise (2097 m, Schweden)
- Sudeten
  - Riesengebirge (1603 m)
  - Altvater (1492 m)
- Ural (bis 1895 m; Grenze zu Asien)
- Zentralmassiv (bis 1900 m)
- Island (bis 2106 m)
- Korsika (Monte Cinto, Paglia Orba bis 2700 m)
- Kreta (Ida etc. bis 2450 m)
- Nowaja Semlja (bis 1590 m)
- Sardinien (bis 1834 m)
- Spitzbergen (bis 1700 m)

### Asien
- Alai (bis 5600 m)
- Altai (bis 4506 m)
- Altun Shan (bis 6200 m)
- Arakan-Joma-Gebirge (bis 3100 m)
- Belutschistan (bis 4050 m)
- Changai-Gebirge (bis 3905 m)
- Chingan (bis 1700 m)
- Elburs (bis 5604 m)
- Ghats
  - Westghats (bis 2700 m)
  - Ostghats (bis 1600 m)
- Gobi-Altai (bis 3957 m)
- Himalaya (bis 8848 m Mount Everest / (Tschomolungma), zehn Achttausender)
- Hochland von Tibet (bis 7010 m)
- Hindukusch (bis 7700 m)
- Karakorum (bis 8611 m, vier Achttausender)
- Sredinnyj-Höhenrücken (bis 3621 m)
- Kaukasus (bis 5642 m)
- Kunlun Shan (bis 7724 m)
- Mongolischer Altai (bis 4362 m)
- Pamir (bis 7495 m)
- Putorana-Gebirge (bis 1701 m)
- Qin Ling (bis 3800 m)
- Sichote-Alin (bis 2078 m)
- Stanowojgebirge (bis 2412 m)
- Taihangshan (bis 3100 m)
- Taurusgebirge (bis 4135 m)
- Pontisches Gebirge (bis 3932 m)
- Tianshan (bis 7439 m)
- Tscherskigebirge (bis 3147 m)
- Werchojansker Gebirge, Suntar Chajata (bis 2959 m)
- Zagros-Gebirge (Persien, bis 4600 m)
- Borneo (Kalimantan) (bis 4100 m)
- Sri Lanka (Ceylon) (bis 2500 m)
- Java (bis 3676 m)
- Kamtschatka (bis 4750 m)
- Sumatra (bis 3805 m)
- Sulawesi (früher Celebes) (bis 3455 m)
- Japan (bis 3800 m)
- Philippinen (bis 3000 m)
- Sachalin (bis 1600 m)

### Afrika
- Atlas (bis 4165 m)
- Drakensberge (bis 3482 m)
- Ahaggar (bis 3005 m)
- Hochland von Abessinien (bis 4620 m)
- Hochland von Adamaua (bis 2710 m)
- Hochland von Bié (bis 2610 m)
- Marra-Plateau (bis 3088 m)
- Kamerunberg (bis 4070 m)
- Kilimandscharo-Massiv (bis 5895 m)
- Kipengere-Berge (bis 3000 m)
- Loma Mountains (bis 2000 m)
- Massai (bis 3400 m)
- Mitumba-Gebirge (bis 1735 m)
- Mount-Kenya-Massiv (bis 5199 m)
- Mulanje (bis 3000 m)
- Ruwenzori-Gebirge (bis 5109 m)
- Somali-Hochland (bis 4307 m)
- Swartberge (bis 2504 m) (Kompassberg)
- Tibesti (bis 3415 m)
- Kap Verde (bis 2829 m)
- Madagaskar (bis 2900 m)

### Amerika
- Kordilleren
  - Anden (>30 Sechstausender, Aconcagua 6961 m)
  - Alaskakette (bis 6168 m)
  - Coast Mountains (bis 4000 m)
  - Columbia Mountains (bis 3520 m)
  - Eliaskette (bis 5960 m)
  - Mackenzie Mountains (bis 2970 m)
  - Rocky Mountains (bis 4400 m)
  - Sierra Nevada (bis 4400 m)
  - Sierra Madre Occidental (bis 3300 m)
  - Sierra Madre Oriental (bis 3700 m)
  - Cordillera Darwin (bis 2500 m)
- Appalachen (bis 2000 m)
- Brasilianisches Bergland (bis 2000 m)
- Grönland (bis 3700 m)
- Bergland von Guayana (bis 2800 m)
- Serra do Mar (bis 2800 m)
- Arktische Kordillere (bis 2600 m)
- Chaîne de la Selle (bis 3200 m)
- Sierra Maestra (bis 2000 m)
- Blue Mountains (Jamaika) (bis 2250 m)

### Ozeanien
- Great Dividing Range (bis 2230 m)
  - Snowy Mountains
- Tasmanien (bis 1600 m)
- Neuguinea (bis 5000 m)
- Neukaledonien (bis 1600 m)
- Neuseeländische Alpen (bis 3700 m)

### Antarktis
- Transantarktisches Gebirge (bis 4500 m)
  - Königin-Maud-Gebirge
- Ellsworthgebirge
  - Mount Vinson (4892 m)